# Juri Sergejewitsch Rytcheu
Juri Sergejewitsch Rytcheu (zur Verdeutlichung der korrekten Aussprache häufig Juri Rytchëu geschrieben, russisch: Ю́рий Серге́евич Рытхэ́у, wiss. Transliteration Jurij Sergeevič Rytchėu, tschuktschisch Рытгэв, Rytgèv; * 8. März 1930 in Uelen, Tschukotka, russischer Ferner Osten; † 14. Mai 2008 in Sankt Petersburg, Russland) war ein russisch- und tschuktschischsprachiger Schriftsteller.

## Leben und Schaffen
Rytcheu wurde als Sohn eines tschuktschischen Jägers in Uelen geboren. Sein Name bedeutet „der Unbekannte“. Tschuktschen haben traditionell nur einen Namen, den Vor- und den Vatersnamen (Juri Sergejewitsch) wählte er später selbst. Nach dem frühen Tod des Vaters wuchs Rytcheu bei seiner Mutter Tuar und seinem Stiefvater Givea auf, die beide für die örtliche Kolchose arbeiteten. Er ging sieben Jahre in Uelen zur Schule, wo er unter anderem die russische Sprache lernte, und anschließend ein Jahr in eine Internatsschule. Seinen Wunsch, in Leningrad zu studieren, konnte er sich zunächst nicht erfüllen. Er nahm mehrere Gelegenheitsjobs an und ging schließlich in die regionale Hauptstadt Anadyr. Er schrieb sich am dortigen Lehrerbildungsinstitut ein und veröffentlichte erste Gedichte in der Zeitung Sowjetskaja Tschukotka. Mit Unterstützung des Linguisten Pjotr Jakowlewitsch Skorik (1906–1985) gelang es ihm, 1949 ein Studium am Institut der Völker des Nordens in Leningrad zu beginnen, das er 1954 abschloss. Er übertrug in dieser Zeit Werke Puschkins, Lew Tolstois, Maxim Gorkis und anderer russischer Klassiker in die tschuktschische Sprache. 1953 erschien sein erster Sammelband unter dem Titel „Ljudi naschego berega“ („Menschen von unserem Ufer“). Mit „Tschukotskaja Saga“ („Чукотская сага“/Tschuktschische Sage) erschien 1956 sein erster Roman. Zahlreiche weitere Werke folgten bis zum Ende der 1980er Jahre. Rytcheu wohnte zeitweise in Sankt Petersburg, überwiegend aber in Anadyr.
Rytcheu war der einzige Vertreter der sogenannten Nationalliteraturen der indigenen Völker des russischen Nordens, der es geschafft hatte, auch international eine gewisse Bekanntheit zu erlangen, während die meisten anderen indigenen Literaten, wie etwa Tschuner Taksami, Wladimir Sangi, Jeremei Aipin oder Juwan Schestalow heute weitgehend in Vergessenheit geraten sind. Rytcheus Romane wurden in etwa dreißig Sprachen übersetzt und teils verfilmt. Die deutschen Übersetzungen seiner Romane sind im Zürcher Unionsverlag erschienen.

## Literarisches Werk

### Vor der Perestroika
Bis zur Perestroika zeichnete sich Rytcheu wie die meisten Vertreter der staatlich geförderten „Nationalliteraturen“ vor allem durch weitgehende Regimetreue und ideologische Zuverlässigkeit aus. Das Sujet seiner Werke aus den 1970er Jahren, die stark vom sozialistischen Realismus geprägt sind, stellt zumeist die „lange Reise“ der indigenen Völker des Nordens aus der „Rückständigkeit“ in die sowjetische Zivilisation dar. Sie gehören damit in ein Genre, das im Wesentlichen vom sowjetischen Staat gefordert und gefördert wurde.
Seine Werke sollten vorwiegend der Demonstration des Fortschritts dienen, den die Jäger, Fischer und Rentiernomaden der Arktis dank der Führung der kommunistischen Partei erreicht hätten. Die in seinen Büchern agierenden tschuktschischen und eskimoischen Helden demonstrieren Sowjetpatriotismus, indem sie sich am Schutz ihrer Heimat gegenüber den als gewalttätig, fluchend und vergewaltigend dargestellten US-Amerikanern beteiligen. Schamanen werden in diesem Zusammenhang häufig als amerikanische Agenten dargestellt.

### Seit der Perestroika
In den 1980er Jahren änderte sich der Tonfall seiner Werke, zunächst indem Rytcheu etwa die Figur des Schamanen zur positiven Figur erhob und es wagte, das Wort „Zivilisation“ erstmals in Anführungszeichen zu setzen, und später, indem er während und nach der Perestroika – wie viele andere Nationalschriftsteller auch – offene Kritik übte, indem er etwa die Behandlung der indigenen Völker als „stillen Genozid“ anklagte.

## Werke (Auswahl)
- Ljudi našego berega, 1953 (dt. Menschen von unserem Gestade, 1954)
- Imja čeloveka, 1955
- (dt. Der alte Memyl lacht am besten (Erzählungen), 1955)
- Čukotskaja saga, 1956
- Vremja tajanija snegov, 1958–67 (dt. Abschied von den Göttern, 1960)
- Proščanie s bogami, 1961
- V doline malen'kich zajčikov, 1962
- Nunivak, 1963
- Volšebnaja ruklavica, 1963
- Ajvangu, 1964
- Samye krasivye korabli, 1967
- Vėkėt i Agnes (dt. Weket und Agnes, 1975)
- Povelitel' vetrov, 1968 (dt. Herr der Winde, 1979)
- Son v načale tumana, 1968 (dt. Traum im Polarnebel, 1991)
- Inej na poroge, 1971 (dt. Polarfeuer, 2007)
- Metatel'nica garpuna, 1973
- Belye snega, 1975
- Konec večnoj merzloty, 1975
- Kak iskali Poljarnyj krug, 1977 (dt. Joo sucht den Polarkreis, 1981)
- Sovremennye legendy, 1980
- Kogda kity uchodjat (dt. Wenn die Wale fortziehen)
- Teryky
  - Deutsche Ausgabe: Teryky. Übersetzt von Waltraud Ahrndt und mit Illustrationen von Franz Zauleck. Verlag Volk und Welt, Berlin 1989, ISBN 3-353-00513-7.
- Irvytgyr
- Magičeskie čisla, 1986 (dt. Die Suche nach der letzten Zahl, 1997)
- Ostrov nadeždy, 1987
- Interkontinental'ny most, 1987
- Čukotskij anekdot, 2002 (dt. Gold der Tundra 2006)
- Moržovye zuby (Dorožny leksikon), 2008 (dt. Alphabet meines Lebens, 2010)
- Biblija po čukotskij, ili poslednij šaman Uelana
  - Deutsche Ausgabe: Der letzte Schamane. Die Tschuktschen-Saga. Aus dem Russischen übersetzt von Antje Leetz. Unionsverlag, Zürich 2004, ISBN 3-293-00299-4.
- Unna (dt. Unna 2005)
- Lunnyj p'es (dt. Der Mondhund, Novelle. 2005)
- Anna Odincova (dt. Die Reise der Anna Odinzowa, 2002)
- V zerkale zabvenija (dt. Im Spiegel des Vergessens, 1999)
- Kto ubil doktora? (dt. Unter dem Sternbild der Trauer, 1997)
- Nepodvišnoe solnce (dt. Die Frau am See, 2011)